# HC Alkemade
Hockeyclub Alkemade is een Nederlandse hockeyclub uit Rijpwetering.